# سیارک ۳۹۵۴
سیارک ۳۹۵۴ (به انگلیسی: 3954 Mendelssohn، نامگذاری:1987HU) سه هزار و نهصد و پنجاه و چهارمین سیارک کشف شده‌است که در ۲۴ آوریل ۱۹۸۷ کشف شد.
قدر مطلق سیارک برابر ۱۴٫۸۰ است.